# Alfaberge
Alfaberge, è un'azienda di produzione orafa russa, situata a San Pietroburgo, in piazza Carl Fabergé 4.
L'azienda è la continuazione naturale della storia della famiglia Fabergé, essa è infatti l'unica azienda al mondo tuttora in grado di produrre manufatti in metalli preziosi partendo dai disegni originali di Carl Fabergé, i tecnici di Alfaberge hanno il privilegio di adoperare gli stessi calchi e forni per gli smalti, che il grande gioielliere russo usava per la produzione delle uova Fabergé.

## La storia dell'azienda
Nel 1917 la rivoluzione russa rovesciò il potere dello zar e il nuovo governo russo confiscò moltissime proprietà, tra cui fabbrica, manufatti e disegni di Carl Fabergè. Nel 1992, al collasso dell'Unione Sovietica, un generale russo, Nikolay Shaidullin, acquistò la fabbrica Alfaberge, a San Pietroburgo. Pensò a buon ragione che dovesse esserci un enorme valore nei disegni di Fabergè.
Inviò i suoi uomini alla ricerca dei disegni originali di Carl Fabergè seppelliti negli archivi di stato, trovandoli ha così ridato vita ai prodotti tanto acclamati dalla nobiltà Europea.
Questi disegni sono stati validati come originali dall'esperto russo Valentine Skurlov, incaricato dal ministero della cultura ed estimatore per Christies.

## La storia del brand
Negli anni ‘50 il brand Fabergè fu comprato per 25.000 dollari da Samuel M. Rubin per costituire un'azienda americana di profumi e cosmetici con il nome di Fabergè inc.
Rivendette il brand dopo pochi anni per 26 milioni di dollari.
L'industria chimica Unilever lo rilevò poi nel 1989, scoprendo che i diritti includevano la produzione di gioielli. Fino ad allora la Fabergè inc non aveva mai prodotto gioielleria, fu nel 1989 che la Unilever concesse il marchio su licenza al gioielliere Victor Mayer per la produzione di alcuni manufatti in oro.
Durante gli anni ‘90 alla caduta del comunismo russo, la famiglia Fabergè intraprese una battaglia legale contro l'Unilever, ne risultò che quest'ultima cedette il marchio a Pallinghurst, la quale tuttora si occupa della realizzazione di gioielli di alta gamma.
L'azienda non rientrò però in possesso dei disegni originali delle famose uova di Carl Fabergè, i quali furono ritrovati e consegnati all'antica fabbrica Alfaberge, situata ancora a piazza Carl Fabergè 4 a San Pietroburgo. Fu così che, dopo il comunismo, poté ricominciare la produzione delle preziose uova, partendo proprio dai disegni originali del maestro Carl Fabergé.

## Cronologia
- 1842 - Gustav Fabergè, il padre di Carl, diventa un maestro di gioielleria e comincia la sua propria produzione di gioielli a San Pietroburgo
- 1846 - Nasce Carl Fabergè
- 1872 - Carl Fabergè subentra nell'azienda di famiglia, trasformandola nella più grande fabbrica d'alta gioielleria di tutto l'Impero russo
- 1885 - Carl Fabergè diventa gioielliere di corte dello Zar, il primo uovo viene prodotto
- 1890 - Carl Fabergè viene eletto perito di corte
- 1897 - Carl Fabergè diviene gioielliere di corte per il Re di Svezia, durante questo periodo Carl Fabergè sarà gioielliere di quasi tutte le corti nobili d'Europa[senza fonte]
- 1917 - La rivoluzione Russa comincia
- 1918 - La rivoluzione forza Carl Fabergè a chiudere la propria fabbrica
- 1920 - Carl Fabergè muore in Svizzera
- 1991 - L'Unione Sovietica (URSS) collassa, la Russia rinasce
- 1992 - L'azienda ALFABERGE rientra in possesso dei disegni originali di Carl Fabergè, pubblicati dagli archivi russi dopo la caduta del comunismo. Ricomincia la produzione dei manufatti sotto la direzione di Nikolai Schajdullin